# Ступки-Голубовські 1
Ступки-Голубовські 2 — ботанічний заказник місцевого значення. Об'єкт розташований на території Бахмутського району Донецької області, на території Іванівської сільської ради .
Площа — 385,5 га, статус отриманий у 2018 році.
Представлені чисельні популяції багатьох видів судинних рослин в тому числі рідкісних. Територія заказника вкрита лісовою (деревною та чагарниковою) рослинністю.